# КСК Беверен
Конинклейке Спорткринг Беверен (на нидерландски: Koninklijke Sportkring Beveren), кратка форма Беверен е бивш белгийски футболен клуб от град Беверен. Той е двукратен шампион на страната, двукратен носител на националната купа и дългогодишен участник в Европейските клубни турнири по футбол. През 2010 г. клубът изпада във финансова криза, обявен е във финансова несъстоятелност и фалира. През същата година се обединява с градския си съперник „Васланд“ и името на новосформирания клуб става Васланд-Беверен. От сезон 2010/11 се състезава във Белгийската Про Лига.

## Успехи
- Белгийска Про Лига (2): 1978/79, 1983/84
- Белгийска втора лига (4): 1966/67, 1972/73, 1990/91, 1996/97
- Купа на Белгия (2): 1977/78, 1982/83
  - Финалист (3): 1979/80, 1984/85, 2003/04
- Суперкупа на Белгия (2): 1979, 1984
  - Финалист (2): 1980, 1983

## Известни бивши футболисти
- Жан-Мари Пфаф
- Филип де Вилде
- Жервиньо
- Яя Туре
- Ромарик
- Еманюел Ебуе
- Бубакар Бари
- Игор Лоло
- Артур Бока
- Петер ван Фосен
- Петер Руфай
- Михал Жевлаков

## Български футболисти
- Петър Витанов: 2024 - (8 мача - 0 гола)

## Бивши треньори
- Ги Тис
- Алекс Чернятински
- Йохан Боскамп
- Бари Хулсхоф